# Grand Prix-wegrace van Zweden 1987
De Grand Prix-wegrace van Zweden 1987 was de tiende Grand Prix van het wereldkampioenschap wegrace-seizoen 1987. De races werden verreden op 8 en 9 augustus 1987 op de Scandinavian Raceway nabij Anderstorp (Jönköpings län). In deze Grand Prix werd de wereldtitel in de zijspanklasse beslist. De 80cc-klasse kwam in Zweden niet aan de start, maar desondanks moest de 250cc-klasse al op zaterdag rijden.

## Algemeen
Volgens velen werd het hoog tijd dat de "Swedish TT" haar WK-status zou verliezen. Het sfeerloze vliegveld dat als circuit dienst deed was eigenlijk helemaal niet onderhouden en het publiek interesseerde zich meer voor de enorme hoeveelheden drank dan voor de races. Bovendien was er nauwelijks sprake van behoorlijk gevulde startvelden. Veel privérijders konden het financieel zo tegen het einde van het seizoen niet meer opbrengen de lange en dure reis naar Anderstorp te maken voor het lage start- en prijzengeld. Het was ook een van de laatste GP's waar het publiek (tegen het verbod van de FIM in) nog toegang had tot het rennerskwartier. Daardoor was het ook mogelijk dat er een scooter van het Grundig-team van Boet van Dulmen gestolen werd. 

## 500cc-klasse

### De training
Opnieuw bleek dat Freddie Spencer na anderhalf jaar afwezigheid het racen nog niet verleerd had. Hij stond zelfs lang op poleposition, tot hij in de laatste training gepasseerd werd door Wayne Gardner en Eddie Lawson. Die laatste was - met het gehele Marlboro-Yamaha-team - tijdens die laatste training ondanks contractuele verplichtingen overgestapt van Brembo- op Lockheed-remmen. Dat leek zijn vruchten af te werpen, want Tadahiko Taira reed de vierde tijd en Rob McElnea reed de zesde tijd. Ron Haslam zette de zevende tijd, deels veroorzaakt doordat hij tijdens de trainingen voortdurend om moest schakelen van de Honda NSR 500 op de experimentele ELF 4 met naafbesturing. 

#### Trainingstijden
| Pos | Coureur            | Merk                        | Tijd    |
| --- | ------------------ | --------------------------- | ------- |
| 1.  | Wayne Gardner      | Rothmans-HRC-Honda          | 1"35'72 |
| 2.  | Eddie Lawson       | Agostini-Marlboro-Yamaha    | 1"35'82 |
| 3.  | Freddie Spencer    | HRC-Honda                   | 1"36'38 |
| 4.  | Tadahiko Taira     | Agostini-Marlboro-Yamaha    | 1"36'57 |
| 5.  | Randy Mamola       | Roberts-Lucky Strike-Yamaha | 1"36'86 |
| 6.  | Rob McElnea        | Agostini-Marlboro-Yamaha    | 1"36'88 |
| 7.  | Ron Haslam         | ELF-HRC-Honda               | 1"36'98 |
| 8.  | Christian Sarron   | Gauloises-Sonauto-Yamaha    | 1"37'07 |
| 9.  | Didier de Radiguès | Bastos-Cagiva               | 1"37'13 |
| 10. | Niall Mackenzie    | Gallina-HB-HRC-Honda        | 1"37'40 |

### De race
Dat de man met de rode vlag een snoekduik moest maken omdat het startlicht te vroeg op groen sprong, was niet de eerste blunder van de Zweedse organisatie. Freddie Spencer werd verrast door de vroege start en dat kostte hem een aantal plaatsen. Ook Randy Mamola had het groen niet verwacht maar vertrok omdat hij Eddie Lawson weg zag rijden. Ron Haslam was - zoals bijna altijd - het snelste weg. Hij leidde twee ronden en werd toen gepasseerd door Wayne Gardner, die meteen een flinke voorsprong nam en er verder geen race van maakte. Toen waren Shunji Yatsushiro, Christian Sarron en Tadahiko Taira al samen gevallen. Sarron raakte daarbij voor de tweede keer in dit weekend even bewusteloos. Taira kon nog verder en werd dertiende. Achter Gardner werd Lawson tweede en Mamola, die problemen had met een slapende rechterarm, werd derde. Spencer reed na zijn slechte start nog naar de achtervolgende groep toe, maar hij had nog conditionele problemen en werd zevende. 

#### Uitslag 500cc-klasse
| Pos | Coureur            | Merk                        | Tijd      | Grid | Punten |
| --- | ------------------ | --------------------------- | --------- | ---- | ------ |
| 1   | Wayne Gardner      | Rothmans-HRC-Honda          | 48"46'36  | 1    | 15     |
| 2   | Eddie Lawson       | Agostini-Marlboro-Yamaha    | 48"48'56  | 2    | 12     |
| 3   | Randy Mamola       | Roberts-Lucky Strike-Yamaha | 49"06'29  | 5    | 10     |
| 4   | Rob McElnea        | Agostini-Marlboro-Yamaha    | 49"07'52  | 6    | 8      |
| 5   | Niall Mackenzie    | Gallina-HB-HRC-Honda        | 49"16'02  | 10   | 6      |
| 6   | Ron Haslam         | ELF-HRC-Honda               | 49"20'76  | 7    | 5      |
| 7   | Freddie Spencer    | HRC-Honda                   | 49"22'12  | 3    | 4      |
| 8   | Didier de Radiguès | Bastos-Cagiva               | 49"29'00  | 9    | 3      |
| 9   | Kenny Irons        | Heron-Suzuki                | 49"33'09  | 11   | 2      |
| 10  | Roger Burnett      | Rothmans-HRC-Honda          | 49"37'59  | 14   | 1      |
| 11  | Richard Scott      | Roberts-Lucky Strike-Yamaha | 50"05'23  | 13   |        |
| 12  | Fabio Biliotti     | Honda                       | 50"21'68  | 16   |        |
| 13  | Tadahiko Taira     | Agostini-Marlboro-Yamaha    | 50"22'38  | 4    |        |
| 14  | Bruno Kneubühler   | Honda                       | +1 ronde  | 17   |        |
| 15  | Manfred Fischer    | Honda                       | +1 ronde  | 22   |        |
| 16  | Peter Sköld        | Honda                       | +1 ronde  | 23   |        |
| 17  | Simon Buckmaster   | Duckhams-Honda              | +1 ronde  | 27   |        |
| 18  | Fabio Barchitta    | Honda                       | +1 ronde  | 25   |        |
| 19  | Louis-Luc Maisto   | Honda                       | +1 ronde  | 24   |        |
| 20  | Maarten Duyzers    | HDJ-Honda                   | +1 ronde  | 28   |        |
| 21  | Marco Gentile      | Lucky Strike-Fior-Honda     | +1 ronde  | 18   |        |
| 22  | Ray Swann          | Honda                       | +1 ronde  | 26   |        |
| 23  | Ari Rämö           | Honda                       | +2 ronden | 31   |        |
| 24  | Gerold Fischer     | Honda                       | +2 ronden | 30   |        |
| 25  | Geir Hestmann      | Suzuki                      | +3 ronden | 34   |        |

#### Niet gefinished
| Coureur             | Merk                     | Oorzaak | Grid |
| ------------------- | ------------------------ | ------- | ---- |
| Alessandro Valesi   | Iberna-Honda             |         | 21   |
| Pierfrancesco Chili | Gallina-HB-HRC-Honda     | Val     | 12   |
| Pavol Dekánek       | Suzuki                   |         | 32   |
| Wolfgang von Muralt | Suzuki                   | Val     | 20   |
| Peter Lindén        | Honda                    |         | 29   |
| Claus Wulff         | Suzuki                   |         | 33   |
| Christian Sarron    | Gauloises-Sonauto-Yamaha | Val     | 8    |
| Hervé Guilleux      | Fior-SNCF-Honda          |         | 19   |
| Shunji Yatsushiro   | Rothmans-HRC-Honda       | Val     | 15   |

#### Niet deelgenomen
| Coureur       | Merk          | Oorzaak  |
| ------------- | ------------- | -------- |
| Raymond Roche | Bastos-Cagiva | Blessure |

### Top tien tussenstand 500cc-klasse
| Pos | Coureur             | Merk                        | Ptn |
| --- | ------------------- | --------------------------- | --- |
| 1   | Wayne Gardner       | Rothmans-HRC-Honda          | 120 |
| 2   | Randy Mamola        | Roberts-Lucky Strike-Yamaha | 101 |
| 3   | Eddie Lawson        | Agostini-Marlboro-Yamaha    | 91  |
| 4   | Ron Haslam          | ELF-HRC-Honda               | 69  |
| 5   | Niall Mackenzie     | Gallina-HB-HRC-Honda        | 39  |
| 6   | Pierfrancesco Chili | Gallina-HB-HRC-Honda        | 37  |
| 7   | Rob McElnea         | Agostini-Marlboro-Yamaha    | 36  |
| 8   | Christian Sarron    | Gauloises-Sonauto-Yamaha    | 33  |
| 9   | Tadahiko Taira      | Agostini-Marlboro-Yamaha    | 31  |
| 10  | Roger Burnett       | Rothmans-HRC-Honda          | 19  |

## 250cc-klasse

### De training
De training van de 250cc-klasse werd een puinhoop omdat de organisatie had besloten deze 50 minuten in plaats van 40 minuten te laten duren. Een aantal rijders was hiervan niet op de hoogte en stopte na 40 minuten voor de gebruikelijke bougiecontrole. Sommigen, waaronder Toni Mang, hadden het bericht wel ontvangen en verbeterden hun tijd. Uiteindelijk werd dit pas op zaterdagochtend hersteld en ging Mang van de tweede startplaats naar de dertiende. Voor Luca Cadalora had de verwarring geen gevolgen, hij behield zijn eerste startpositie. 

#### Trainingstijden
| Pos | Coureur         | Merk                     | Tijd    |
| --- | --------------- | ------------------------ | ------- |
| 1.  | Luca Cadalora   | Agostini-Marlboro-Yamaha | 1"39'02 |
| 2.  | Carlos Cardús   | Nieto-Ducados-HRC-Honda  | 1"39'96 |
| 3.  | Jacques Cornu   | Parisienne-HRC-Honda     | 1"39'99 |
| 4.  | Patrick Igoa    | Gauloises-Sonauto-Yamaha | 1"40'14 |
| 5.  | Martin Wimmer   | Agostini-Marlboro-Yamaha | 1"40'22 |
| 6.  | Manfred Herweh  | Levior-Honda             | 1"40'29 |
| 7.  | Reinhold Roth   | HB-Römer-HRC-Honda       | 1"40'49 |
| 8.  | Donnie McLeod   | EMC-Rotax                | 1"40'64 |
| 9.  | Loris Reggiani  | Aprilia-Rotax            | 1"40'64 |
| 10. | Maurizio Vitali | FMI-Garelli              | 1"40'65 |

### De race
Voor Reinhold Roth en Toni Mang maakten de relatief slechte startposities niet veel uit. Roth nam onmiddellijk de leiding in de race en in de zevende ronde kwam Mang hem al voor het eerst voorbij. Er ontstond een kopgroep waar ook Luca Cadalora zich bij voegde. Cadalora's Yamaha kwam duidelijk vermogen tekort: in de bochtige gedeelten was hij de snelste, maar op de rechte stukken kwamen de Duitsers hem met een groot snelheidsverschil voorbij. Twee bochten voor het einde van de race reed Mang aan de leiding, voor Cadalora en Roth. Die laatste had besloten om deze bocht dit keer in de eerste versnelling te nemen, om zo meer kracht te hebben bij het uitaccelereren. Die kracht was er, maar ze was zo groot dat het achterwiel wegsloeg en Roth ten val kwam. Mang won voor Cadalora, Roth raapte zijn machine op en werd elfde, maar zijn voorsprong in het WK van zes punten was nu een achterstand van negen punten geworden. 

#### Uitslag 250cc-klasse
| Pos | Coureur                   | Merk                           | Tijd     | Grid | Punten |
| --- | ------------------------- | ------------------------------ | -------- | ---- | ------ |
| 1   | Toni Mang                 | Rothmans-HRC-Honda Deutschland | 42"09'70 | 13   | 15     |
| 2   | Luca Cadalora             | Agostini-Marlboro-Yamaha       | 42"09'99 | 1    | 12     |
| 3   | Loris Reggiani            | Aprilia-Rotax                  | 42"11'75 | 9    | 10     |
| 4   | Carlos Lavado             | HB-Venemotos-Yamaha            | 42"15'10 | 12   | 8      |
| 5   | Dominique Sarron          | Rothmans-HRC-Honda             | 42"15'58 | 14   | 6      |
| 6   | Carlos Cardús             | Nieto-Ducados-HRC-Honda        | 42"15'85 | 2    | 5      |
| 7   | Patrick Igoa              | Gauloises-Sonauto-Yamaha       | 42"16'30 | 4    | 4      |
| 8   | Maurizio Vitali           | FMI-Garelli                    | 42"24'82 | 10   | 3      |
| 9   | Donnie McLeod             | EMC-Rotax                      | 42"25'95 | 8    | 2      |
| 10  | Jean-François Baldé       | Honda                          | 42"32'53 | 19   | 1      |
| 11  | Reinhold Roth             | HB-Römer-HRC-Honda             | 42"38'84 | 7    |        |
| 12  | Stefano Caracchi          | Honda                          | 42"44'56 | 17   |        |
| 13  | Harald Eckl               | Honda                          | 42"44'85 | 20   |        |
| 14  | Jean-Michel Mattioli      | Yamaha                         | 42"45'24 | 16   |        |
| 15  | Hans Lindner              | Honda                          | 43"10'34 | 23   |        |
| 16  | Alain Bronec              | Honda                          | 43"10'70 | 26   |        |
| 17  | Urs Lüzi                  | Parisienne-Honda               | 43"11'23 | 31   |        |
| 18  | Guy Bertin                | Honda                          | 43"11'50 | 22   |        |
| 19  | René Delaby               | Yamaha                         | 43"11'77 | 25   |        |
| 20  | Andreas Preining          | Rotax                          | 43"45'65 | 27   |        |
| 21  | Christian Boudinot        | Fior                           | 43"48'89 | 28   |        |
| 22  | Kevin Mitchell            | Yamaha                         | +1 ronde | 38   |        |
| 23  | Jean Foray                | Yamaha                         | +1 ronde | 30   |        |
| 24  | Patrick van den Goorbergh | Grundig-Honda                  | +1 ronde | 24   |        |
| 25  | Jochen Schmid             | Yamaha                         | +1 ronde | 33   |        |

#### Niet gefinished
| Coureur              | Merk                         | Oorzaak       | Grid |
| -------------------- | ---------------------------- | ------------- | ---- |
| Jacques Cornu        | Parisienne-HRC-Honda         | Val           | 3    |
| Martin Wimmer        | Agostini-Marlboro-Yamaha     | Val           | 5    |
| Gerard van der Wal   | Assmex-Rotax                 | Big-end lager | 34   |
| Manfred Herweh       | Levior-Honda                 | Val           | 6    |
| Hervé Duffard        | Honda                        |               | 32   |
| Bruno Bonhuil        | Honda                        |               | 29   |
| Stéphane Mertens     | Katayama-Armstrong-HRC-Honda | Ontsteking    | 11   |
| Iván Palazzese       | Yamaha                       | Val           | 15   |
| Jean-Philippe Ruggia | Yamaha                       |               | 21   |
| Takayoshi Yamamoto   | Yamaha                       |               | 35   |
| Sito Pons            | Honda                        | Vastloper     | 18   |
| Bobby Issazadhe      | Honda                        |               | 36   |
| Markku Kivi          | Yamaha                       |               | 37   |

#### Niet gekwalificeerd
| Coureur          | Merk          |
| ---------------- | ------------- |
| Cees Doorakkers  | Grundig-Honda |
| Siegfried Minich | Honda         |
| Håkan Olsson     | Rotax         |
| Per Jansson      | Yamaha        |
| Eilert Lundstedt | MBA           |
| Harri Kallio     | Yamaha        |

### Top tien tussenstand 250cc-klasse
| Pos | Coureur          | Merk                           | Ptn |
| --- | ---------------- | ------------------------------ | --- |
| 1   | Toni Mang        | Rothmans-HRC-Honda Deutschland | 97  |
| 2   | Reinhold Roth    | HB-Römer-HRC-Honda             | 88  |
| 3   | Sito Pons        | Campsa-HRC-Honda               | 57  |
| 4   | Jacques Cornu    | Parisienne-HRC-Honda           | 50  |
| 4   | Loris Reggiani   | Aprilia-Rotax                  | 50  |
| 6   | Dominique Sarron | Rothmans-HRC-Honda             | 47  |
| 7   | Martin Wimmer    | Agostini-Marlboro-Yamaha       | 45  |
| 8   | Carlos Cardús    | Nieto-Ducados-HRC-Honda        | 44  |
| 9   | Carlos Lavado    | HB-Venemotos-Yamaha            | 38  |
| 10  | Luca Cadalora    | Agostini-Marlboro-Yamaha       | 30  |

## 125cc-klasse

### De training
Zoals verwacht was Fausto Gresini de snelste in de training, maar Paolo Casoli wist zich tussen de beide Garelli's te nestelen. Opvallend was ook de achtste tijd van Ezio Gianola tussen alle tweecilinders met een eencilinder Honda RS 125. Als Casoli in de race ook voor Bruno Casanova zou eindigen, kon Gresini bij zich winst al wereldkampioen noemen. 

#### Trainingstijden
| Pos | Coureur            | Merk                   | Tijd    |
| --- | ------------------ | ---------------------- | ------- |
| 1.  | Fausto Gresini     | FMI-Garelli            | 1"44'45 |
| 2.  | Paolo Casoli       | Pileri-AGV-LCR-MBA     | 1"45'67 |
| 3.  | Bruno Casanova     | FMI-Garelli            | 1"46'00 |
| 4.  | Domenico Brigaglia | Pileri-AGV-LCR-MBA     | 1"46'63 |
| 5.  | Pier Paolo Bianchi | MBA                    | 1"46'73 |
| 6.  | Johnny Wickström   | MBA                    | 1"46'82 |
| 7.  | Andrés Sánchez     | Pileri-Ducados-LCR-MBA | 1"46'84 |
| 8.  | Ezio Gianola       | FMI-Honda              | 1"47'10 |
| 9.  | Mike Leitner       | MBA                    | 1"47'12 |
| 10. | Lucio Pietroniro   | Johnson-MBA            | 1"47'23 |

### De race
De kans dat Bruno Casanova de tweede plaats niet kon pakken werd groter omdat hij nog last had van een in de Britse Grand Prix opgelopen voetblessure. Daarmee werd ook de kans groot dat Fausto Gresini na de race als wereldkampioen zou zijn, want hij leidde de race van start tot einde. Casanova deed het aanvankelijk rustig aan achter Paolo Casoli, maar passeerde hem uiteindelijk toch om met 37 seconden achterstand tweede te worden. Casoli kwam ten val en daardoor werd Domenico Brigaglia derde. 

#### Uitslag 125cc-klasse
| Pos | Coureur                | Merk                   | Tijd     | Grid | Punten |
| --- | ---------------------- | ---------------------- | -------- | ---- | ------ |
| 1   | Fausto Gresini         | FMI-Garelli            | 40"25'58 | 1    | 15     |
| 2   | Bruno Casanova         | FMI-Garelli            | 41"02'80 | 3    | 12     |
| 3   | Domenico Brigaglia     | Pileri-AGV-LCR-MBA     | 41"07'68 | 4    | 10     |
| 4   | Andrés Sánchez         | Pileri-Ducados-LCR-MBA | 41"09'94 | 7    | 8      |
| 5   | Johnny Wickström       | MBA                    | 41"17'06 | 6    | 6      |
| 6   | Pier Paolo Bianchi     | MBA                    | 41"22'59 | 5    | 5      |
| 7   | Mike Leitner           | MBA                    | 41"29'75 | 9    | 4      |
| 8   | Lucio Pietroniro       | Johnson-MBA            | 41"42'64 | 10   | 3      |
| 9   | Gastone Grassetti      | MBA                    | 41"51'28 | 13   | 2      |
| 10  | Esa Kytölä             | MBA                    | 41"52'30 | 17   | 1      |
| 11  | Jean-Claude Selini     | MBA                    | 41"56'50 | 14   |        |
| 12  | Håkan Olsson           | Starol                 | 41"58'70 | 21   |        |
| 13  | Bady Hassaine          | MBA                    | 42"10'82 | 22   |        |
| 14  | Thierry Feuz           | LCR-MBA                | 42"15'08 | 31   |        |
| 15  | Robin Milton           | MBA                    | 42"15'42 | 26   |        |
| 16  | Christian Le Badezet   | MBA                    | +1 ronde | 30   |        |
| 17  | Thomas Møller-Pedersen | MBA                    | +1 ronde | 18   |        |
| 18  | Allan Scott            | EMC-Rotax              | +1 ronde | 29   |        |
| 19  | Peter Sommer           | MBA                    | +1 ronde | 20   |        |
| 20  | Jacques Hutteau        | MBA                    | +1 ronde | 28   |        |
| 21  | Reijo Rosnell          | MBA                    | +1 ronde | 24   |        |
| 22  | Frede Jensen           | MBA                    | +1 ronde | 32   |        |
| 23  | Peter Balaz            | MBA                    | +1 ronde | 27   |        |

#### Niet gefinished
| Coureur           | Merk               | Oorzaak | Grid |
| ----------------- | ------------------ | ------- | ---- |
| Paolo Casoli      | Pileri-AGV-LCR-MBA | Val     | 2    |
| Adi Stadler       | Bartol-MBA         | Val     | 11   |
| Ivan Troisi       | MBA                | Val     | 16   |
| Taru Rinne        | MBA                | Val     | 23   |
| Willy Pérez       | MBA                | Val     | 15   |
| Jussi Hautaniemi  | Pennzoil-LCR-MBA   | Val     | 12   |
| Ezio Gianola      | FMI-Honda          | Val     | 8    |
| Flemming Kistrup  | MBA                |         | 19   |
| Fernando Gonzales | JJ Cobas-Rotax     |         | 25   |
| Robin Appleyard   | MBA                |         | 33   |

### Top tien tussenstand 125cc-klasse
| Pos | Coureur            | Merk                   | Ptn |
| --- | ------------------ | ---------------------- | --- |
| 1   | Fausto Gresini     | FMI-Garelli            | 120 |
| 2   | Bruno Casanova     | FMI-Garelli            | 76  |
| 3   | Domenico Brigaglia | Pileri-AGV-LCR-MBA     | 46  |
| 4   | Pier Paolo Bianchi | MBA                    | 43  |
| 5   | August Auinger     | Bartol-MBA             | 42  |
| 6   | Paolo Casoli       | Pileri-AGV-LCR-MBA     | 36  |
| 7   | Andrés Sánchez     | Pileri-Ducados-LCR-MBA | 26  |
| 8   | Ezio Gianola       | FMI-Honda              | 23  |
| 9   | Johnny Wickström   | MBA                    | 21  |
| 10  | Mike Leitner       | MBA                    | 18  |

## Zijspanklasse

### De training
Tijdens de trainingsdagen moesten Egbert Streuer en Bernard Schnieders een nieuw motorblok opbouwen nadat ze steeds met ontstekingsproblemen te maken hadden. Het nieuwe blok voldeed echter goed genoeg om de derde trainingstijd te rijden achter Steve Webster/Tony Hewitt en Rolf Biland/Kurt Waltisperg. 

#### Trainingstijden
| Pos | Coureur          | Bakkenist          | Merk                    | Tijd    |
| --- | ---------------- | ------------------ | ----------------------- | ------- |
| 1.  | Steve Webster    | Tony Hewitt        | LCR-Krauser             | 1"39'28 |
| 2.  | Rolf Biland      | Kurt Waltisperg    | LCR-Krauser             | 1"39'51 |
| 3.  | Egbert Streuer   | Bernard Schnieders | Lucky Strike-LCR-Yamaha | 1"39'91 |
| 4.  | Alain Michel     | Jean-Marc Fresc    | ELF-LCR-Krauser         | 1"40'17 |
| 5.  | Rolf Steinhausen | Bruno Hiller       | Busch-Yamaha            | 1"40'57 |
| 6.  | Alfred Zurbrügg  | Simon Birchall     | LCR-Yamaha              | 1"40'86 |
| 7.  | Martin Egloff    | Urs Egloff         | LCR-Yamaha              | 1"41'39 |
| 8.  | Masato Kumano    | Markus Fährni      | LCR-Yamaha              | 1"42'10 |
| 9.  | Derek Jones      | Brian Ayres        | LCR-Yamaha              | 1"42'10 |
| 10. | Steve Abbott     | Shaun Smith        | Windle-Yamaha           | 1"42'40 |

### De race
Regerend wereldkampioen Egbert Streuer had al twaalf punten achterstand op Steve Webster en er moest nu echt wel gewonnen worden om nog kans te maken op de wereldtitel. Streuer had de beste start, voor Webster, terwijl Rolf Biland helemaal in het achterveld terechtkwam. Toch wist Biland binnen enkele ronden aansluiting te vinden en hij passeerde eerst Streuer en ging daarna het gevecht met Webster aan. De beide combinaties waren aan elkaar gewaagd en wisselden enkele malen de posities. Streuer kon nog een tijdje volgen, maar kort voor het einde van de race liep eerst de koelwatertemperatuur te hoog op en uiteindelijk stopte hij door een defecte versnellingsbak. Biland had al een keer kort vóór de combinatie van Webster langs gedraaid, en bij het ingaan van de laatste bocht deed hij dat weer, zodanig dat ze elkaar raakten en het zijspanspatbord van Webster losscheurde. Webster was woedend op Biland, een ruzie die op het podium weer werd bijgelegd, zeker toen Webster zich realiseerde dat hij met bakkenist Tony Hewitt dankzij het uitvallen van Egbert Streuer/Bernard Schnieders zeker was van de wereldtitel. 

#### Uitslag zijspanklasse
| Pos | Coureur          | Bakkenist           | Merk                    | Tijd      | Punten |
| --- | ---------------- | ------------------- | ----------------------- | --------- | ------ |
| 1   | Rolf Biland      | Kurt Waltisperg     | LCR-Krauser             | 38"52'02  | 15     |
| 2   | Steve Webster    | Tony Hewitt         | LCR-Krauser             | 38"53'52  | 12     |
| 3   | Alain Michel     | Jean-Marc Fresc     | ELF-LCR-Krauser         | 39"00'60  | 10     |
| 4   | Rolf Steinhausen | Bruno Hiller        | Busch-Yamaha            | 39"21'73  | 8      |
| 5   | Alfred Zurbrügg  | Simon Birchall      | LCR-Yamaha              | 39"34'39  | 6      |
| 6   | Pascal Larratte  | Jacques Corbier     | LCR-Yamaha              | 39"56'39  | 5      |
| 7   | Masato Kumano    | Markus Fährni       | LCR-Yamaha              | 39"57'45  | 4      |
| 8   | Wolfgang Stropek | Hans-Peter Demling  | LCR-Krauser             | 40"10'00  | 3      |
| 9   | Markus Egloff    | Urs Egloff          | LCR-Yamaha              | 40"23'74  | 2      |
| 10  | René Progin      | Yvan Hunziker       | Seymaz-Krauser          | 40"24'12  | 1      |
| 11  | Bernd Scherer    | Wolfgang Gess       | BSR-Yamaha              | +1 ronde  |        |
| 12  | Egbert Streuer   | Bernard Schnieders  | Lucky Strike-LCR-Yamaha | +1 ronde  |        |
| 13  | Yvan Nigrowsky   | Martial Charpentier | Seymaz-Yamaha           | +2 ronden |        |
| 14  | Horst Schons     | Onbekend            | Onbekend                | +2 ronden |        |

#### Niet gefinished
| Coureur         | Bakkenist     | Merk                    | Oorzaak    | Grid |
| --------------- | ------------- | ----------------------- | ---------- | ---- |
| Steve Abbott    | Shaun Smith   | Windle-Yamaha           |            | 10   |
| Derek Jones     | Brian Ayres   | LCR-Yamaha              |            | 9    |
| Theo van Kempen | Geral de Haas | Lucky Strike-LCR-Yamaha | Ontsteking | 13   |

### Top tien tussenstand zijspanklasse
| Pos | Coureur                        | Bakkenist                                    | Merk                    | Ptn. |
| --- | ------------------------------ | -------------------------------------------- | ----------------------- | ---- |
| 1   | Steve Webster (wereldkampioen) | Tony Hewitt (wereldkampioen)                 | LCR-Krauser             | 87   |
| 2   | Egbert Streuer                 | Bernard Schnieders                           | Lucky Strike-LCR-Yamaha | 63   |
| 3   | Alain Michel                   | Jean-Marc Fresc                              | ELF-LCR-Krauser         | 60   |
| 4   | Rolf Biland                    | Kurt Waltisperg                              | LCR-Krauser             | 53   |
| 5   | Alfred Zurbrügg                | Martin Zurbrügg Andreas Räcke Simon Birchall | LCR-Yamaha              | 35   |
| 6   | Steve Abbott                   | Shaun Smith                                  | Windle-Yamaha           | 24   |
| 6   | Rolf Steinhausen               | Bruno Hiller                                 | Busch-Yamaha            | 24   |
| 8   | Derek Jones                    | Simon Birchall en Brian Ayres                | LCR-Yamaha              | 20   |
| 9   | Masato Kumano                  | Andreas Räcke en Markus Fährni               | LCR-Yamaha              | 16   |
| 10  | Theo van Kempen                | Geral de Haas                                | Lucky Strike-LCR-Yamaha | 14   |

## Trivia

### Zweedse organisatie
Sinds de inspanningen van de Grand Prix Riders Association in de jaren zeventig was er op de circuits veel verbeterd, maar de Zweedse organisatie scheen het nog steeds niet te begrijpen. Het onderhoud aan het circuit lag al jaren stil, de pit lag niet bij start/finish, in het rennerskwartier liepen mensen rond die er niets te zoeken hadden en de sanitaire voorzieningen voor de coureurs waren miserabel. Bovendien leek het niet mogelijk om alle klassen op één dag te laten rijden, waardoor de 250cc-klasse naar de zaterdag werd verbannen. De training voor de 250cc-klasse werd met tien minuten verlengd, maar daarvan werd niet iedereen op de hoogte gesteld. Dat betekende dat een flink aantal coureurs de tijd nog kon verbeteren, terwijl de rest al gestopt was. Het duurde tot zaterdagochtend voor de jury de situatie hersteld had, wat vooral slecht uitpakte voor Toni Mang, die van de tweede naar de dertiende startplaats ging. In de 250cc-race werd Patrick van den Goorbergh te vroeg afgevlagd en bij de start van de 500cc-race moest de man met de rode vlag wegspringen omdat het startlicht te vroeg op groen sprong. 

### Freddie Spencer
Freddie Spencer had in de afgelopen twee jaar grote medische problemen gehad en - hoewel af en toe getraind - niet meer geracet tot in de Britse Grand Prix, waarin hij uitviel. Zijn zevende plaats in Zweden betekende dat hij voor het eerst in bijna twee jaar weer punten scoorde. De laatste keer was op hetzelfde circuit, op 11 augustus 1985, toen hij de 500cc-race won en dubbel-wereldkampioen werd in de 250cc- en de 500cc-klasse.

### Taru Rinne
In Zweden debuteerde de 18-jarige Finse Taru Rinne in het WK. Ze wist in de kwalificatie 11 heren achter zich te houden, maar kwam in de 125cc-race ten val. Rinne was niet de eerste vrouwelijke coureur in het wereldkampioenschap wegrace. Ze werd voorafgegaan door Beryl Swain, die in het seizoen 1962 met een 50cc-Itom 22e werd in de TT van Man, maar ook een aantal vrouwelijke bakkenisten, zoals Marie Lambert, Pat Wise, Bernadette Bosman, Inge Stoll en Julia Bingham.
1930 · 1931 · 1932 · 1933 · 1934 · 1935 · 1936 · 1937 · 1939 · 1949 · 1950 · 1951 · 1952 · 1953 · 1954 · 1955 · 1956 · 1957 · 1958 · 1959 · 1961 · 1970 · 1971 · 1972 · 1973 · 1974 · 1975 · 1976 · 1977 · 1978 · 1979 · 1981 · 1982 · 1983 · 1984 · 1985 · 1986 · 1987 · 1988 · 1989 · 1990